# Stictoptera griseata
Stictoptera griseata là một loài bướm đêm trong họ Noctuidae.